# Alexis Westerdahl
Bengt Georg Alexis Westerdahl, född 1838 i Ratan, Västerbotten, död 12 maj 1909 i Bollstabruk, var en svensk ingenjör som har kallats "den svenska leksaksindustrins fader".

## Biografi

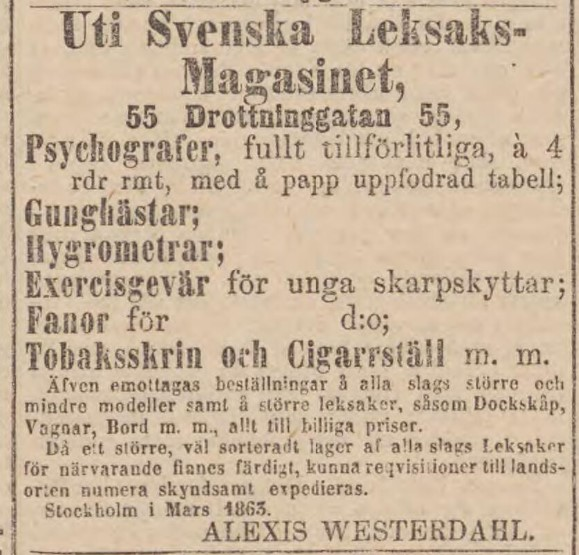
Annons för Svenska Leksaks-Magasinet på Drottninggatan 55, i Aftonbladet 1863

Westerdahl studerade vid Teknologiska institutet i Stockholm och fortsatte sedan sina studier vid Kungliga Akademien för de fria konsterna. Tanken hade ursprungligen varit att utbilda till byggmästare, men under studierna slog honom tanken att en inhemsk leksaksindusti hade en nationell uppgift att fylla. Efter egna ritningar började han tillverka leksaker vilka 1861 ställdes ut en lokal i Hotel de la Croix vid Brunkebergstorg. Westerdahl ansökte samma år om att få  "en mekanisk fabrik för åstadkommande till afsalu af lek- och konstsaker, såsom alla slags dockmöbler, qvarnar, pusseltaflor, cigarrställ, dockor af trä, papp, papiermaché med flera dylika arbeten, som ej uteslutande kunna anses tillhöra något särskilt yrke". Kort därefter öppnades "Svenska Leksaksmagasinet" vid Drottninggatan 55, med leksaksfabrikation och utställnings- och försäljningslokal. Enligt en dödsnotis utgick Westerdahl från principen "att vid denna fabrikationen naturen borde så vidt möjligt efterliknas och den tyska klumpigheten undvikas". 
Till följd av ekonomiska bekymmer omvandlades verksamheten till aktiebolag under namnet Fabriksaktiebolaget för åskådningsmateriel. År 1865 inleddes produktionen i fabriksbyggnad i den tidigare Gyllenborgska malmgården på Norra Tullportsgatan (nuvarande Döbelnsgatan) . Leksaksfabriken upptog tre våningar och sysselsatte omkring 50 arbetare, främst "gossar och flickor". En ångmaskin stod för kraften. Det hela var sig dock inte och efter ett år upplöstes bolaget och Westerdahl lämnade Stockholm. 
Hösten 1866 startade Westerdahl istället en ny leksaksfabrik i Gemla i Småland. Fabriken brann kort efter etableringen, och efter ytterligare en eldsvåda 1884 flyttades verksamheten till Diö. Företaget fortlever än idag under namnet Gemla Fabrikers. 
De ekonomiska motgångarna tvingade dock Westerdahl att lämna sin fabrik, och under de sista decennierna av sitt liv drev han istället mindre träförädlingsanläggningar vid Bollsta bruk.